# Чашка (община)
Чашка (на македонска литературна норма: Општина Чашка) е община, разположена в централната част на Северна Македония със седалище едноименното село Чашка.
Общината се намира в предимно планински район, обхващащ района на Азот и долината на река Тополка. Чашка е една от най-рядконаселените общини в Северна Македония – едва 9,36 жители/km2. Нейното население е 7673 души (2002), а площта ѝ – 819,45 km2. В общината освен село Чашка влизат още 41 села.

## Структура на населението
Според преброяването от 2002 година община Чашка има 7673 жители.
| Етническа принадлежност | Процент |
| северномакедонци        | 57,28%  |
| албанци                 | 35,23%  |
| турци                   | 5,10%   |
| роми                    | 0,00%   |
| власи                   | 0,01%   |
| сърби                   | 0,72%   |
| бошняци                 | 0,87%   |
| други                   | 0,79%   |